# Brassia glumacea
Brassia glumacea är en orkidéart som beskrevs av John Lindley. Brassia glumacea ingår i släktet Brassia och familjen orkidéer. Inga underarter finns listade i Catalogue of Life.

## Bildgalleri

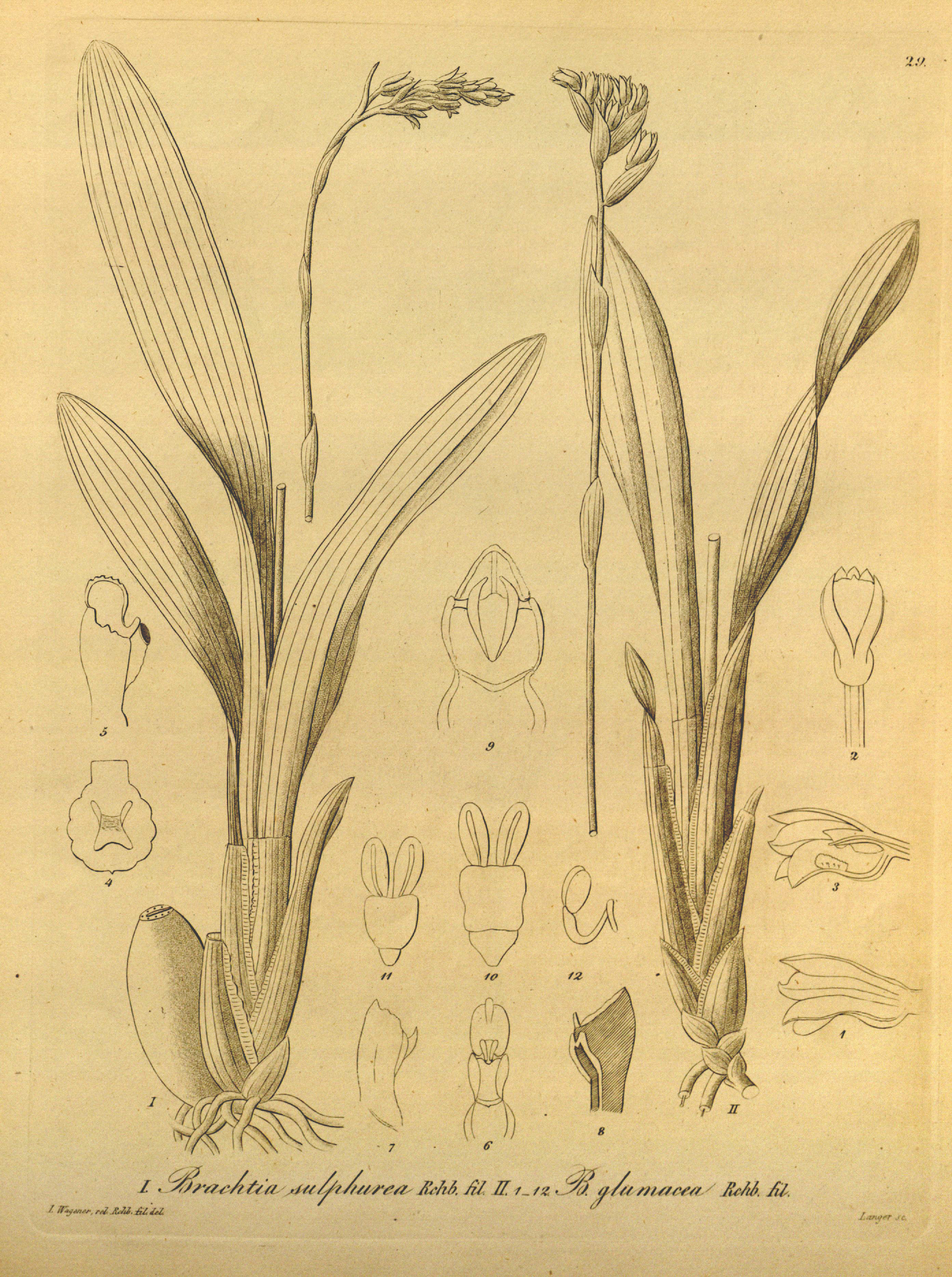